# منشأة عبد السيد
قرية منشاة عبد السيد هي إحدى القرى التابعة لمركز العياط في محافظة الجيزة في جمهورية مصر العربية. حسب إحصاءات سنة 2006، بلغ إجمالي السكان في منشاة عبد السيد 2239 نسمة، منهم 1125 رجل و1114 امرأة.